# Dansk astragel
Dansk astragel (Astragalus danicus) er en 5-25 cm høj urt, der i Danmark vokser på tør, åben bund på skrænter og strandoverdrev.

## Beskrivelse
Dansk astragel er en flerårig urt med en stærkt forgrenet og opstigende vækst. Ofte dækker en enkelt plante en stor flade. Stænglerne er furede og hårede. Bladene er uligefinnede med 7-13 par småblade. De er aflange til elliptiske, helrandede og hårklædte. Oversiden er mørkt grågrøn, mens undersiden kun er en ubetydelighed lysere.
Blomstringen sker i juni-juli, hvor man finder blomsterne sidde i endestillede klaser. De enkelte blomster er uregelmæssige (typiske ærteblomster) med violette kronblade. Frugten er en aflang, næsten sort bælg med mange frø.
Rodnettet består af en lang, dybtgående pælerod med mange tynde siderødder.
Højde x bredde og årlig tilvækst: 0,20 x 0,80 m (20 x 80 cm/år). Disse mål kan fx bruges til beregning af planteafstande, når arten anvendes som kulturplante.

## Voksested
Arten er udbredt i Sibirien, Østasien, Centralasien og Europa, herunder i Danmark, hvor den dog er sjælden og kun er set i Østjylland, Nordøstfyn og i Nordvestsjælland. Den findes på lysåbne steder med tør, kalkrig og næringsfattig jord, dvs. på skrænter og strandoverdrev.
På overdrevene ved Ordrup Næs i Odsherred findes arten sammen med bl.a. alm. mælkeurt, bakkenellike, bredbladet timian, fåresvingel, kornet stenbræk, lav tidsel, nikkende kobjælde, plettet kongepen, tandbælg, vellugtende gulaks og vårstar
| Portal | Portal:Botanik |

## Note
1. ↑  Camilla Sønderberg Brok: ’’Min grønne plet – Ordrup Næs’’ (Webside ikke længere tilgængelig)